# Xarxa de sensors sense fils
Una xarxa de sensors sense fils (sovint abreujat amb l'acrònim anglès, WSN) consisteix en un conjunt de sensors autònoms distribuïts de manera espacial per controlar cooperativament condicions físiques o mediambientals. El desenvolupament de xarxes de sensors sense fils era motivat per aplicacions militars com vigilància de camp de batalla i són ara utilitzats en moltes indústries i àrees d'aplicació civil, incloent-hi control del procés industrial i control, salut de màquines monitoritzades, control d'ambient i hàbitat, aplicacions d'assistència sanitària, a casa automatització, i control de trànsit.

## Història
L'evolució de xarxes de sensors té el seu origen en iniciatives militars. Per això no hi ha molta informació sobre l'impuls inicial de la idea.
Com a predecessor de les xarxes de sensors modernes es considera Sound Surveillance System (SOSUS), una xarxa de boies submergides instal·lades als Estats Units durant la Guerra Freda per detectar submarins mitjançant sensors de so.
L' investigació de xarxes de sensors va començar prop de 1980 amb el projecte Distributed Sensor Networks (DSN) de l'agència militar de recerca avançada dels Estats Units Defense Advanced Research Projects Agency (DARPA).
És probable que avui dia hi hagi projectes militars que segueixin investigant en aquesta àrea.

## Àrees d'aplicació
Deixant de banda les aplicacions militars, aquest tipus de xarxes tenen usos civils interessants com els que veiem a continuació:
- Eficiència energètica: Les xarxes de sensors s'utilitzen per controlar l'ús eficaç de l'electricitat, com ara al Japó i Espanya.

- Entorns d'alta seguretat: Hi ha llocs que requereixen alts nivells de seguretat per evitar atacs terroristes, com ara: centrals nuclears, aeroports o edificis de govern de pas restringit. Aquí, gràcies a una xarxa de sensors, es poden detectar situacions que amb una simple càmera seria impossible.
- Sensors ambientals: El control ambiental de vastes àrees de bosc o d'oceà seria impossible sense les xarxes de sensors. S'utilitzen en el control de múltiples variables com la temperatura, humitat, foc, activitat sísmica i d'altres. També ajuden als experts a diagnosticar o prevenir un problema o urgència i a més minimitzen l'impacte ambiental de la presència humana.
- Sensors industrials: Dins les fàbriques hi complexos sistemes de control de qualitat. La mida d'aquests sensors els permet estar allà on calgui.
- Automoció: Les xarxes de sensors són el complement ideal de les càmeres de trànsit, ja que poden informar de la situació del trànsit a angles morts que no cobreixen les càmeres i també poden informar als conductors de la situació, en cas d'embús o accident, de manera que aquests tenen capacitat de reacció per prendre rutes alternatives.
- Medicina: És un altre camp amb previsions de futur. Amb la reducció de grandària que estan patint els nodes sensors, la qualitat de vida de pacients que hagin de tenir controlades les seves constants vitals (pulsacions, pressió, nivell de sucre en sang, etc.) podria millorar substancialment.
- Domòtica: La seva grandària, economia i velocitat de desplegament la fan una tecnologia ideal per domotitzar la llar a un preu assequible.

## Característiques d'una xarxa sensora
Les xarxes de sensors tenen una sèrie de característiques pròpies i altres adaptades de les xarxes Ad-Hoc:
- Topologia Dinàmica: En una xarxa de sensors, la topologia sempre és canviant i aquests s'han d'adaptar per poder comunicar noves dades adquirides.
- Variabilitat de canal: El canal ràdio és un canal molt variable en què hi ha una sèrie de fenòmens com poden ser l'atenuació, esvaïments ràpids, esvaïments lents i interferències que poden produir errors en les dades.
- No s'utilitza infraestructura de xarxa: Una xarxa sensora no té cap necessitat d'infraestructura per poder operar, ja que els seus nodes poden actuar d'emissors, receptors o encaminadors de la informació. No obstant això, cal destacar en el concepte de xarxa sensora la figura del node recol·lector (també anomenats sink node), que és el que recol·lecta la informació. Aquesta informació generalment és adquirida per un ordinador connectat a aquest node i és en l'ordinador que recau la possibilitat de transmetre les dades per tecnologies sense fils o cablejades segons sigui el cas.
- Tolerància a errors: Un dispositiu sensor dins d'una xarxa sensora ha de ser capaç de seguir funcionant tot i tenir errors en el sistema propi.
- Comunicacions multisalt o broadcast: En aplicacions sensores sempre és característic l'ús d'algun protocol que permeti comunicacions multi-hop (llegiu AODV, DSDV, EWMA o altres), encara que també és molt comú utilitzar missatgeria basada en broadcast.
- Consum energètic: És un dels factors més sensibles a causa que les xarxes han de conjugar autonomia amb capacitat de procés, ja que actualment compten amb una unitat d'energia limitada. Un node sensor ha de comptar amb un processador de consum ultra baix així com un transceptor ràdio amb la mateixa característica; a això cal afegir un programari que també conjugui aquesta característica fent el consum encara més restrictiu.
- Limitacions de la maquinària: Per poder aconseguir un consum ajustat, es fa indispensable que la maquinària sigui el més senzilla possible, així com el transceptor ràdio. Això ens deixa una capacitat de procés limitada.
- Costos de producció: Donat que una xarxa necessita molts sensors per poder obtenir dades amb fiabilitat, els nodes sensors (un cop definida la seva aplicació) són econòmics de fer i són fabricats en grans quantitats.

## La seguretat en xarxes de sensors sense fils
Una xarxa sense fils utilitza senyals de ràdio per a l'intercanvi de dades entre dos o més dispositius físics, generalment anomenats nodes de la xarxa. La manca de filferros permet superar la majoria de limitacions de les xarxes de cable tradicionals, el que permet el desplegament en ambients hostils o escenaris mòbils.
En termes generals, diverses vulnerabilitats poden ser identificades en xarxes sense fils que poden estar relacionats a un dels següents temes: 
- Vulnerabilitat de canal

El canal pot ser espiat i injectat amb missatges falsos o reenviats a la xarxa.
- Vulnerabilitat dels nodes

Si un adversari obté accés complet a un node, pot robar informació sensible, reprogramar el node i canviar el seu comportament, o danyar físicament la maquinària per destruir el node.
El creixement en l'ús i popularitat de les xarxes de sensors sense fils ha creat una preocupació pel que fa a la seva seguretat. Els usuaris no volen revelar les seves dades a persones no autoritzades que podrien fer un ús maliciós de la informació divulgada. Aquesta preocupació és encara més rellevant per a entorns sense fils, on qualsevol persona pot escoltar un missatge enviat per radiofrecuencia.
Per abordar aquest problema, els investigadors en WSNs han posat en marxa diversos protocols de seguretat que s'utilitzaran en xarxes de sensors. Exemples de tals protocols són TinySec i TinyECC. Així mateix s'estan fent estudis per millorar els protocols de xifrat i els modes d'operació MAC de tal manera que augmenti la seguretat sense reduir el rendimient.